# 英國國家男子排球隊
英國國家男子排球隊是英國的國家男子排球隊。
英國國家男子排球隊是為了能讓英國參加2012年倫敦奧運會所創建的，之前英國只有英格蘭、蘇格蘭和北愛爾蘭三地的排球代表隊。英國在2012年奧運會排球比賽上排球第11名。